# Edmund Darrell Brodie III
Pour les articles homonymes, voir Brodie.
Edmund Darrell Brodie III est un zoologiste américain spécialiste des reptiles et des amphibiens.
Il étudie particulièrement le comportement ainsi que l'évolution. Il est professeur au département de biologie de Université de Virginie (BFD Runk professeur de botanique).